# Mandevilla bahiensis
Mandevilla bahiensis là một loài thực vật có hoa trong họ La bố ma. Loài này được (Woodson) M.F. Sales & Kin.-Gouv. mô tả khoa học đầu tiên năm 2009.